# Euphorbia watanabei
Euphorbia watanabei là một loài thực vật có hoa trong họ Đại kích. Loài này được Makino mô tả khoa học đầu tiên năm 1920.